# Maurice Wilkins
Maurice Hugh Frederick Wilkins OBE FRS (Pangaroa (Nieuw-Zeeland), 15 december 1916 – Blackheath (Londen), 5 oktober 2004) was een Brits natuurkundige. 
Zijn ouders waren afkomstig uit Ierland. Zijn interesse in wetenschap dankte hij aan zijn vader, die doctor was in de medische sector.

## Biografie
Wilkens werd geboren in Nieuw-Zeeland als zoon van Edgar Henry Wilkens. Op zesjarige leeftijd keerde zijn gezin terug naar Engeland, waar hij – na het doorlopen van de lagere en middelbare school – natuurkunde ging studeren aan het St John's College van de Universiteit van Cambridge. Hij deed zijn PhD aan de Universiteit van Birmingham, waar hij assistent werd van John Randall. Samen onderzochten ze de luminescentie van vaste stoffen. Vervolgens ging hij aan het werk onder toezicht van professor Mark Oliphant. Met enkele studiegenoten trok hij dan naar Californië voor het Manhattanproject, waar hij zijn studie voortzette.
Na de oorlog in 1945 gaf hij les aan Universiteit van St Andrews in Schotland, waar hij opnieuw herenigd werd met professor Randall. Via hem vond er een evolutie plaats in zijn interesses, hij begon zich meer en meer vast te pinnen op het biofysische projecten. Deze verhuisden met hem in 1946 naar Londen. Hij doceerde er aan het King’s College. Hij raakte alsmaar meer verdiept in de biologische aspecten. In het laboratorium van King's College, waar ook Rosalind Franklin werkzaam was, onderzocht hij desoxyribonucleïnezuur (DNA) en spermacellen met behulp van röntgenstralen. Verder onderzoek leidde tot de bevestiging van het Watson-Crick dubbel-helix DNA-model.
Hij was getrouwd met Ann Chidgey, samen hebben ze een dochter Sarah en een zoon George. Naast de Nobelprijs werd hij (samen met Crick en Watson) in 1960 onderscheiden met de Albert Lasker Award for Basic Medical Research van de American Public Health Association.
1901: Behring · 
1902: Ross · 
1903: Finsen · 
1904: Pavlov · 
1905: Koch · 
1906: Golgi, Ramón y Cajal · 
1907: Laveran · 
1908: Mechnikov, Ehrlich · 
1909: Kocher · 
1910: Kossel · 
1911: Gullstrand · 
1912: Carrel · 
1913: Richet ·
1914: Bárány · 
1919: Bordet · 
1920: Krogh · 
1922: Hill, Meyerhof · 
1923: Banting, Macleod · 
1924: Einthoven ·
1926: Fibiger · 
1927: Wagner-Jauregg · 
1928: Nicolle · 
1929: Eijkman, Hopkins · 
1930: Landsteiner · 
1931: Warburg · 
1932: Sherrington, Adrian · 
1933: Morgan · 
1934: Whipple, Minot, Murphy · 
1935: Spemann · 
1936: Dale, Loewi · 
1937: Szent-Györgyi · 
1938: Heymans · 
1939: Domagk · 
1943: Dam, Doisy · 
1944: Erlanger, Gasser · 
1945: Fleming, Chain, Florey · 
1946: Muller · 
1947: C. Cori, G. Cori, Houssay · 
1948: Müller · 
1949: Hess, Moniz · 
1950: Kendall, Reichstein, Hench · 
1951: Theiler · 
1952: Waksman · 
1953: Krebs,Lipmann ·
1954: Enders, Weller, Robbins · 
1955: Theorell · 
1956: Cournand, Forssmann, Richards · 
1957: Bovet · 
1958: Beadle, Tatum, Lederberg · 
1959: Ochoa, Kornberg · 
1960: Burnet, Medawar · 
1961: Békésy · 
1962: Crick, Watson, Wilkins · 
1963: Eccles, Hodgkin, Huxley · 
1964: Bloch, Lynen · 
1965: Jacob, Lwoff, Monod · 
1966: Rous, Huggins · 
1967: Granit, Hartline, Wald · 
1968: Holley, Khorana, Nirenberg · 
1969: Delbrück, Hershey, Luria · 
1970: Katz, Euler, Axelrod · 
1971: Sutherland · 
1972: Edelman, Porter · 
1973: Frisch, Lorenz, Tinbergen · 
1974: Claude, De Duve, Palade · 
1975: Baltimore, Dulbecco, Temin ·
1976: Blumberg, Gajdusek · 
1977: Guillemin, Schally, Yalow · 
1978: Arber, Nathans, Smith · 
1979: Cormack, Hounsfield · 
1980: Benacerraf, Dausset, Snell · 
1981: Sperry, Hubel, Wiesel · 
1982: Bergström, Samuelsson, Vane · 
1983: McClintock · 
1984: Jerne, Köhler, Milstein · 
1985: Brown, Goldstein · 
1986: Cohen, Levi-Montalcini · 
1987: Tonegawa · 
1988: Black, Elion, Hitchings · 
1989: Bishop, Varmus · 
1990: Murray, Thomas · 
1991: Neher, Sakmann · 
1992: Fischer, Krebs · 
1993: Roberts, Sharp · 
1994: Gilman, Rodbell · 
1995: Lewis, Nüsslein-Volhard, Wieschaus · 
1996: Doherty, Zinkernagel · 
1997: Prusiner · 
1998: Furchgott, Ignarro, Murad · 
1999: Blobel · 
2000: Carlsson, Greengard, Kandel ·
2001: Hartwell, Hunt, Nurse · 
2002: Brenner, Horvitz, Sulston · 
2003: Lauterbur, Mansfield · 
2004: Axel, Buck · 
2005: Marshall, Warren ·
2006: Fire, Mello ·
2007: Capecchi, Smithies, Evans ·
2008: Zur Hausen, Barré–Sinoussi, Montagnier ·
2009: Blackburn, Greider, Szostak ·
2010: Edwards ·
2011: Beutler, Hoffmann, Steinman ·
2012: Gurdon, Yamanaka ·
2013: Rothman, Schekman, Südhof ·
2014: O'Keefe, Moser, Moser ·
2015: Campbell, Omura, Tu ·
2016: Osumi ·
2017: Hall, Rosbash, Young ·
2018: Allison, Honjo ·
2019: Kaelin, Ratcliffe, Semenza ·
2020: Alter, Houghton, Rice ·
2021: Julius, Patapoutian ·
2022: Pääbo ·
2023: Karikó, Weissman ·
2024: Ambros, Ruvkun
- Bibsys: 99020709
- Gemeinsame Normdatei: 128762608
- International Standard Name Identifier: 0000 0000 5543 6881
- Library of Congress Control Number: no2003118099
- Mathematics Genealogy Project: 154227
- Bibliotheek van het Japanse parlement: 01028323
- Nationale Bibliotheek van Tsjechië: nlk20010092636
- Nationale Bibliotheek van Israël: 987007345443105171
- Nederlandse Thesaurus van Auteursnamen: 256524068
- SNAC: w67s8x78
- Système universitaire de documentation: 081002319
- Virtual International Authority File: 28132149
- WorldCat: E39PBJkMJWtmrBjcyW6mQDCfbd